# پارک ملی تاریخی هوانوردی دیتون
پارک ملی تاریخی هوانوردی دیتون یک پارک ملی تاریخی در دیتون، اوهایو است که به یادبود سه شخصیت مهم تاریخی - ویلبر رایت، ارویل رایت و شاعر پل لورنس دانبار - و کارهای آنان در دره میامی اختصاص دارد.